# Edwards (Mississippi)
Edwards is een plaats (town) in de Amerikaanse staat Mississippi, en valt bestuurlijk gezien onder Hinds County.

## Demografie
Bij de volkstelling in 2000 werd het aantal inwoners vastgesteld op 1347.
In 2006 is het aantal inwoners door het United States Census Bureau geschat op 1317, een daling van 30 (-2,2%).

## Geografie
Volgens het United States Census Bureau beslaat de plaats een oppervlakte van
4,3 km², geheel bestaande uit land. Edwards ligt op ongeveer 58 m boven zeeniveau.

## Plaatsen in de nabije omgeving
De onderstaande figuur toont nabijgelegen plaatsen in een straal van 28 km rond Edwards.

## Geboren
- Otis Harris (30 juni 1982), sprinter